# 冯军 (1949年)
冯军（1949年—1993年8月8日），黑龙江明水人。

## 生平
1966年加入中国共产党。哈尔滨师范大学政治教育系函授毕业，吉林大学经济学专业在职研究生学历。历任中共明水县委常委、宣传部部长，共青团中央宣传部副部长、部长、书记处书记等职。1991年3月获任中共西藏自治区委常委，并兼任组织部部长。1993年8月8日因突发脑溢血在北京逝世。